# StEG 39
Az StEG 39 sorozat egy gyorsvonati szerkocsis gőzmozdonysorozat volt az Államvasút-Társaságnál (StEG).
A StEG saját mozdonygyárában építtette ezt a 20 túlhevítős gőzmozdonyt 1907-ben és a StEG 39 sorozatba osztotta be.
Az 1909-es államosítás után a császári és Királyi Osztrák Államvasutak (kkStB) a mozdonyokat a kkStB 228 sorozatba osztotta.
Az első világháborút követően a teljes sorozat a Csehszlovák Államvasutakhoz (ČSD) került ČSD 344.0 sorozatként. A második világháború alatt  37.3 sorozatként a Német Birodalmi Vasút  (DRB) állományában voltak. A háború után visszakerültek a ČSD állományába. A sorozat utolsó mozdonyát 1961-ben selejtezték.

## Fordítás
- Ez a szócikk részben vagy egészben  a   StEG 39 című német Wikipédia-szócikk fordításán alapul.  Az eredeti cikk szerkesztőit annak laptörténete sorolja fel. Ez a jelzés csupán a megfogalmazás eredetét és a szerzői jogokat jelzi, nem szolgál a cikkben szereplő információk forrásmegjelöléseként.